# Antón Arias Curto
Antón Arias Curto (Monforte de Lemos, provincia de Lugo, 1944) es un militante del nacionalismo gallego de izquierdas, conocido por ser considerado el líder del desaparecido grupo terrorista Exército Guerrilheiro do Povo Galego Ceive (EGPGC), que propugnaba la independencia de Galicia y su posterior constitución en una república socialista.

## Biografía
Trabajó como mecánico industrial y durante el franquismo fue uno de los fundadores del Partido Comunista de Galicia, suceso que tuvo lugar en París en 1969. Por su actividad política, el Tribunal de Orden Público (TOP) lo condenó en 1970. La muerte de Moncho Reboiras (líder de la independentista Unión do Povo Galego) y de dos trabajadores de Vigo en 1972 le hicieron aproximarse al independentismo gallego.
En las elecciones municipales de 1979 fue escogido para el concejo de Monforte de Lemos por el partido Unidade Galega. Detenido por sus vínculos con la organización terrorista Loita Armada Revolucionaria (LAR) en septiembre de 1980, también fue acusado de recibir armas a través del miembro de ETA Txomin Iturbe, quien se las entregó en Vitoria.
En 1983 el gobierno de Felipe González lo amnistió, pero en 1986 fue uno de los principales inspiradores de la fundación del Exército Guerrilheiro do Povo Galego Ceive (EGPGC). Fue nuevamente detenido el 5 de mayo de 1988 y condenado a 10 años de prisión. En septiembre de 1995 fue liberado al cumplir las dos terceras partes de la condena.